# Dobrinj
Dobrinj (olaszul: Dobrigno) falu és község Horvátországban Tengermellék-Hegyvidék megyében. Közigazgatásilag Čižići, Dolovo, Gabonjin, Gostinjac, Hlapa, Klanice, Klimno, Kras, Polje, Rasopasno, Rudine, Soline, Sužan, Sveti Ivan Dobrinjski, Sveti Vid Dobrinjski, Šilo, Tribulje, Žestilac és Županje települések tartoznak hozzá.

## Fekvése
Krk-sziget északkeleti részén, mintegy 200 méterrel a Soline-öböl felett fekszik. Dobrinj község 55 km²-es területe a sziget keleti partvidékének egy jelentős részét foglalja el. Területébe mélyen benyúlik a Soline-öböl, itt található a községhez tartozó egyetlen kis sziget Školjić Veli. A tájat dús növényzettel borított mészkő és dolomit sziklák uralják. Maga Dobrinj a sziget belsejében a tengerparttól 5 km-re, a Soline-öböltől 2 km-re egy erdős magaslaton található. Bár a település lakossága sohasem érte el az ezer főt a környékbeliek ősidők óta városnak (grad) nevezik. A környező települések népe ha Dobrinjba indul azt mondja, hogy mennek a városba (idu u Grad). Lakóit pedig városiaknak (gradarima) mondja. Két része az Alsó (Dolinji) város, vagy Óváros és a Felső (Gorinji) város, vagy Újváros.

## Története
Dobrinj területe már az ókorban is lakott volt. A község területén, különösen a Soline-öböl és Gostinjca vidékén számos római lelet került elő. Nemrég a Szent Péter-öböl és a Soline-öböl északnyugati részén végeztek ásatásokat, ahol római cserépmaradványokat és ókori kikötő nyomait tárták fel. Még több lelet tanúskodik az illír jelenlétről, többek közt a Krasához közeli Zagrajini várrom, a Dobrinja szélén található Gradišće várának maradványai, illetve maga Dobrinj is korábbi illír település helyén épült. A későbbiekben Dobrinj is osztozott a sziget többi ősi településének Baskának, Krknek, Vrbniknek és Omišaljnak a sorsában. A horvátok a 7. században érkeztek ide újjáépítve az itt talált illír várakat. A korai horvát jelenlétet bizonyítja a horvát nyelv itt fenn maradt sajátos ősi változata a „čokavica”. A sziget többi várától eltérően Dobrinj vára nem a tengerparton állt és falai sem maradtak fenn, mivel története során, főként a 16. és 17. században többször támadták meg és fosztották ki kalózok, uszkókok.
Dobrinj nevének első írásos említése az 1100. január 1-jén kelt glagolita írással horvát nyelven írt Híres Dragoslav adománylevélben (Darovnica slavnoga Dragoslava) történt, mely egyben a legrégibb ismert glagolita írással írt szöveg. Eszerint Dobrinj és a szomszédos Vrbnik egyházas helyek és közösségek voltak, önálló bíróval és jegyzővel rendelkeztek. Ez a nyelvemlék fontos tanúja a Krk-sziget akkori kulturális és közösségi életének. Krk szigetének urai a középkorban a Frangepánok ősei a Vegliai hercegek voltak. A család első központja a Vrbnik szélén állt, mára elpusztult Gradec vára volt. Első ismert tagja Dujam volt, aki 1118-ban megegyezett Velencével, hogy vazallusként irányítja a szigetet. Halála után utódai is Velence nevében uralkodtak itt egészen 1480-ig. Ekkor a köztársaság nyomására Frangepán Jánosnak át kellett adnia a szigetet Velencének. A középkor során Dobrinj volt a glagolita írásműveltség központja. Innen származik az állami levéltárban őrzött legrégibb, 1559-ben írt anyakönyv. A glagolita írás itt egészen 1850-ig fennmaradt, csak ekkor tértek át a latin írásra. A lakosság számára a fő bevételi lehetőséget a Soline-öbölben végzett sólepárlás jelentette. A sónak ugyanis abban az időben nagyon jó ára volt. Bár a velenceiek a sziget átadása után a sólepárlást megszüntették ennek nyomai még ma is látszanak.
1797-ben a napóleoni háborúk egyik következménye a Velencei Köztársaság megszűnése volt. Napóleon bukása után Krk osztrák kézre került, majd 1918-ig az Osztrák-Magyar Monarchia része lett.
A település első iskoláját 1841-ben Antun Kirinčić nyitotta meg saját házában. Hosszú évekig négyosztályos iskolaként működött, utána a gyerekeknek Vrbnikre vagy Malinskára kellett iskolába járniuk. 2007-ben épült fel az új iskolaépület, mely a község iskolaügyét hosszú időre megoldotta. A monarchia utolsó évei egyúttal Dobrinj és Dobrinj község számára a demográfiai csúcspontot jelentették. A település lakosságának száma 1900-ban érte el maximumát 545 fővel, a község lakossága pedig 1910-ben 4046 fővel. Dobrinj volt az első település a szigeten, amely vízvezetéket kapott 1903-ban. Az Osztrák-Magyar Monarchia bukását rövid olasz uralom követte, majd a település a Szerb–Horvát–Szlovén Királyság része lett. A romló gazdasági helyzet miatt két világháború között sokan vándoroltak ki a tengerentúlra, főként Amerikába, valamint a gyorsan fejlődő tenderparti városokba Fiuméra és Crikvenicára. A második világháború idején előbb olasz, majd német csapatok szállták meg. A háborút követően újra Jugoszlávia, majd az önálló horvát állam része lett. A gazdaságnak és főként a turizmusnak a fiumei repülőtér, valamint a Krki-híd 1980 táján történt megépülése adott újabb lendületet. 2011-ben Dobrinjnak 111, a községnek összesen 2023 lakosa volt.

## Nevezetességei
- Szent István első vértanú tiszteletére szentelt plébániatemplomát már Híres Dragoslav 1100-as adománylevelében említik. Glagolita felirata szerint 1510-ben bővítették. Stílusában alapvetően barokk késő gótikus részletekkel. Az eredetileg egyhajós épületet a 18. században háromhajósra építették át. Bejárata előtt egy cergannak nevezett, a Kvarner nagy részén megtalálható esővédő előtető látható, mely 1602-ben épült. 16. századi harangtornyát 1720-ban vihar döntötte le. Ekkor építették a mai harangtornyot,[2] amely azonban nem a régi helyén, hanem a régi temető közelében áll és látványa uralja az egész környéket. 1944-ben a német megszállás idején ez is megrongálódott, de a háború után felújították. A templom régi fából faragott oltárait 1903-ban a keresztelő medencével és a szószékkel együtt márványra cserélték.
- A harangtorony mellett szépen rendezett kis park található remek kilátással a Soline-öbölre és a Kvarner egy részére. Itt volt egykor a temető, ahol egy Szent Ambróznak szentelt középkori templom, a vidék egyik legrégibb templom állt egykor.
- A néprajzi gyűjtemény a községházával szemben Ivo Sušić szülőházában nyílt meg. Sušić végakarata volt, hogy néprajzi gyűjteménnyé rendezzék azokat a használati tárgyakat és fényképeket, melyeket a sziget utóbbi kétszáz évének életéből gyűjtött. A földszinten egy régi kemencés konyha van berendezve korabeli konyhai bútorokkal és használati tárgyakkal. Az első emeleten mezőgazdasági eszközök, másodikon háztartási eszközök és különböző színes népviseletek láthatók.
- A plébánia épületében kulturális és szakrális gyűjteményt alakítottak ki. Itt látható az legjelentősebb helyi kordokumentum Híres Dragoslav 1100-ban kelt adománylevelének hiteles másolata. A szakrális anyagban többek között egy 15. századi Frangepán Katalin által gazdagon aranyoztatott velencei oltár, Szent Orsolya relikvia, számos glagolita írású egyházi könyv és naiv művészek által készített szobor, valamint egy ritka 17. századi körmeneti kereszt látható.
- A Barbalić család néprajzi gyűjteménye a település központjában levő családi házban, a plébániatemplom közelében található. A gyűjtemény első darabjai az 1974-es évből származnak, amikor Nikola Barbalić, feleségével Katicával és Ivica nevű fiával elkezdte gyűjteni a mindennapi élet tárgyait. A gyűjtést Ivica Barbalić Adrijana nevű feleségével és fiaival folytatta tovább. A gyűjtemény egy része ma már az 1523-ból származó Szent Lőrinc kápolnában látható.
- A Szentháromság templomban (mely 1480-ban még Remete Szent Antal tiszteletére volt szentelve) található a Szent Antal galéria, ahol hazai és idegen művészek alkotásai láthatók.
- A régi lakóházak díszítményei közül említésre méltó egy 1509-ből fennmaradt erkélytartó konzol és egy 1738-ban faragott férfifej.

## Lakosság
| Lakosság változása | Lakosság változása | Lakosság változása | Lakosság változása | Lakosság változása | Lakosság változása | Lakosság változása | Lakosság változása | Lakosság változása | Lakosság változása | Lakosság változása | Lakosság változása | Lakosság változása | Lakosság változása | Lakosság változása | Lakosság változása |
| ------------------ | ------------------ | ------------------ | ------------------ | ------------------ | ------------------ | ------------------ | ------------------ | ------------------ | ------------------ | ------------------ | ------------------ | ------------------ | ------------------ | ------------------ | ------------------ |
| 1857               | 1869               | 1880               | 1890               | 1900               | 1910               | 1921               | 1931               | 1948               | 1953               | 1961               | 1971               | 1981               | 1991               | 2001               | 2011               |
| 382                | 420                | 451                | 484                | 545                | 464                | 453                | 390                | 356                | 323                | 286                | 215                | 159                | 122                | 122                | 111                |

## Kultúra
- Dobrinj a középkorban a glagolita írásműveltség egyik legfontosabb központja volt.
- A város központjában található az 1997 óta működő Infeld galéria, ahol mintegy 500 négyzetméteren láthatók hazai és külföldi művészek alkotásai.
- Renato Grubiš magángalériája a művész saját képeiből.
- Dobrinj művészeti egyesülete az "Ive Jelenović" művészeti egyesület, melynek keretében folklórcsoportok és a "Zvon" énekkar működnek.
- A "Dobrinj" kulturális egyesület.
- Az "Optimisti" és "Kataroška" karneváli egyesületek.

## Galéria
- A Szent István plébániatemplom
- A Szent István plébániatemplom harangtornya
- Erkélytartó konzol 1519-ből
- A Maskeron – férfifej 1738-ból
- Középkori vízmérőkövek
- Az új alapiskola épülete